# 立克次体
立克次体又称立克次氏体，是立克次体科立克次体属（学名：Rickettsia）细菌的通稱，為一群严格的细胞内寄生生命體。雖然是細菌，但许多生態特征和病毒一样，如：不能在培养基上培养、可以藉由陶瓷過濾器过滤、只能在动物细胞内寄生繁殖等。有细胞壁，无鞭毛，革兰氏染色呈阴性，有多种形态，为小杆状至球菌状的多形体，大小介于细菌和病毒之间，直径只有0.3-1μm，小于绝大多数细菌。
立克次体有细胞形态，除恙虫病立克次体外，细胞壁含有细菌特有的肽聚糖。它们的这种细胞壁为双层结构，其中脂类含量高于一般细菌。同时有DNA和RNA两种核酸，但没有核仁及核膜，属于适应了寄生生活的α-变形菌，經研究粒線體的祖先可能是由立克次體演化而來。革兰染色呈阴性，效果不明显。
立克次体取名是为了纪念美国病理学家霍華德·泰勒·立克次（Howard Taylor Ricketts，1871年2月9日 - 1910年5月3日），立克次在芝加哥大学工作期间，发现了落磯山斑點熱和鼠型斑疹伤寒的病原体（立克次体）和传播方式。由于工作原因，他自己也死于斑疹伤寒，而他所发现的病原体被命名为立克次体属。

## 生长及传播
大多数立克次体需要寄宿于活体有核细胞，繁殖方式为二分裂，约6至10小时繁殖一代。不同的立克次体在细胞内的分布亦有所不同，如普氏立克次体为分散分布，恙虫病立克次体则聚集在细胞核外表面附近，五日热巴通体可粘附在细胞外表面，也可在无细胞的培养基中生长。在pH为8时生长稳定，因此可算作嗜碱性细菌。适宜在32至35摄氏度时生存，也可耐低温与干旱。在实验室内多采用鸡胚胎细胞或小鼠细胞培育。许多种立克次体可引起人类和动物的严重疾病，有的立克次体对干燥的抵抗能力极强，许多立克次体可侵入节肢动物体内，如虱、蚤、蜱、螨等，当这些节肢动物叮咬人类或动物时，就会引起疾病，如多种斑疹伤寒、斑点热、猫抓病、Q热、埃里希体病、巴通体病等。Q热在少数情况下甚至能通过空气传播。致病性立克次体感染人体后，大多会出现头痛不适、发热、出疹等共同症状。

## 致病机制
在进入体内后，立克次体先与宿主细胞上的受体结合，进入宿主细胞内，接下来会在局部淋巴组织或血管内表皮组织内繁殖。然后经由淋巴液和血液扩散至全身血管系统内，导致大量细胞破损、出血。血管壁细胞破损后，血管通透性增强，血液渗出，在皮肤上表现为皮疹。有些立克次体在侵入宿主时，会释放出溶解磷脂的磷脂酶A，大量聚集后会导致细胞破裂。立克次体还会释放脂多糖，因而导致内皮细胞损伤，出现中毒休克等症状。虽然不同的立克次体症状不同，但主要症状都为血管病变，有时还会出现血栓。由血管病变，立克次体还会引起神经、呼吸、循环系统的并发症。

## 症状
被立克次体感染后有约为10天的潜伏期。发病后的初期症状为发热、头疼，还会出现毒血症症状，如头晕耳鸣、四肢酸疼等。4至5天后感染者开始出现粉红色皮疹，随着时间推移皮疹开始蔓延，严重者全身均可见到皮疹。这一阶段的患者仍有高温，并伴随着神经精神症状，严重者可能精神错乱或昏迷。也可能会伴随着中毒性心肌炎。4至8日后皮疹开始褪色，体温恢复，症状好转，精神症状的恢复则需要更多时间。年老体弱、免疫系统受损者可能会发生严重症状乃至死亡。对该类微生物的免疫以细胞免疫为主，感染后可获得较强免疫力。

## 下属物种
本属包括以下物种：
- Rickettsia akari Huebner et al., 1946
- Rickettsia asembonensis Maina et al., 2016
- 亚洲克次氏体 Rickettsia asiatica Fujita et al., 2006
- 澳洲克次氏体 Rickettsia australis Philip, 1950
- Rickettsia bellii Philip et al., 1983
- Rickettsia buchneri Kurtti et al., 2015
- 加拿大克次氏体 Rickettsia canadensis McKiel et al., 1967
- 猫立克次氏体 Rickettsia felis Bouyer et al., 2001
- 黑龙江立克次氏体 Rickettsia heilongjiangensis
- 瑞士立克次氏体 Rickettsia helvetica
- 胡氏立克次体 Rickettsia hoogstraalii Duh et al., 2010
- 虎林立克次氏体 Rickettsia hulinensis
- 日本立克次氏体 Rickettsia japonica
- 马赛立克次氏体 Rickettsia massiliae
- 摩纳立克次氏体 Rickettsia monacensis
- 蒙大拿立克次氏体 Rickettsia montanensis
- 帕氏立克次氏体 Rickettsia parkeri
- 皮氏立克次氏体 Rickettsia peacockii
- 普氏立克次氏体 Rickettsia prowazekii da Rocha-Lima, 1916
- 劳氏立克次氏体 Rickettsia raoultii
- 扁头蜱立克次氏体 Rickettsia rhipicephali
- 立氏立克次氏体 Rickettsia rickettsii (Wolbach, 1919) Brumpt, 1922
- 西伯利亚立克次氏体亚群 Rickettsia sibirica subgroup
- 田村氏立克次氏体 Rickettsia tamurae
- 斑疹伤寒立克次氏体 Rickettsia typhi (Wolbach & Todd, 1920) Philip, 1943